# أسا أكيرا
أسا اكيرا (بالإنجليزية: Asa Akira) (ولدت في 3 يناير 1985) هي ممثلة ومخرجة أفلام إباحية أمريكية.

## النشأة
ولدت أكيرا في مانهاتن، نيويورك، وهي الطفلة الوحيدة لأبوين يابانيين. عاشت في منطقة سوهو قبل أن تنتقل إلى طوكيو في التاسعة من العمر مع والدها الذي رحل إلى هناك للعمل كمصور. عادت إلى الولايات المتحدة عندما بلغت الثالثة عشر من عمرها وانتقلت إلى بروكلين.

### التعليم
تمكنت أكيرا من الحصول على منحة دراسية لحضور مدرسة الأمم المتحدة الدولية في مانهاتن، لأن جدها كان دبلوماسياً يابانياً لمدة 45 عاماً. ومع ذلك، لم يتم استدعائها للسنة الثانية بسبب درجاتها السيئة، لذلك التحقت بمدرسة واشنطن ايرفينغ الثانوية ثم في سنتها الرابعة تم نقلها إلى سيتي آس سكول.

## وصلات خارجية
- أسا أكيرا على موقع IMDb (الإنجليزية)
- أسا أكيرا على موقع ميتاكريتيك (الإنجليزية)
- أسا أكيرا على موقع روتن توميتوز (الإنجليزية)
- أسا أكيرا على موقع أول موفي (الإنجليزية)
- أسا أكيرا على موقع ديسكوغز (الإنجليزية)
- أسا أكيرا على موقع قاعدة بيانات الفيلم (الإنجليزية)
- أسا أكيرا على موقع ليتربوكسد (الإنجليزية)
- أسا أكيرا على موقع كينوبويسك (الروسية)
- الموقع الإلكتروني